# II-74
Die II-74 (bulgarisch Републикански път ІІ-74 Republikanski pat II-74, „Republikstraße II-74“) ist eine Hauptstraße (zweiter Ordnung) in Bulgarien.

## Verlauf
Die Straße zweigt östlich von Weliki Preslaw (bulgarisch Велики Преслав) in der Donautiefebene von der Straße I-7 ab und führt in westnordwestlicher Richtung durch das Zentrum dieser Stadt und die Orte Mostitsch (Мостич) und Imrentschewo [Имренчево] nach Kralewo (Кралево). Weiter verläuft sie nach Pewez (Певец) und am Südrand von Bajatschewo entlang sowie an Ruez (Руец) nördlich vorbei durch die Stadt Targowischte (bulgarisch Търговище) und zur Fernstraße I-4 an ihrem Westrand, Von dort führt sie nach Nordwesten weiter über Babel, Sdrawez (Здравец) und Podgoriza an die Straße II-51 (östlich von Dralfa (Дралфа)), an der sie endet.